# Squad Busters
Squad Busters ist ein Online-Actionspiel für Mobilgeräte, das von dem finnischen Spieleentwickler Supercell weltweit am 29. Mai 2024 für die Plattformen Android und iOS veröffentlicht.
Das Spiel ist ein Crossover anderer Videospiele von Supercell und enthält Charaktere aus Clash of Clans, Clash Royale, Brawl Stars, Hay Day, Boom Beach, sowie die Lizenzkooperationen Transformers und Sonic the Hedgehog.

## Spielprinzip
Es handelt sich um ein Battle Royale ähnliches Online-Strategiespiel mit 10 Spielern pro Runde. Im Spiel steuert man eine Gruppe von Charakteren als Einheit. Um diese Gruppe herum gibt es eine „Angriffszone“. Wenn die Gruppe stillsteht und sich ein Objekt, Monster oder Feind in dieser Zone befindet, wird dieser automatisch angegriffen. Ziel des Spiels ist es, möglichst viele Edelsteine zu sammeln oder Gegner zu eliminieren, da der Spieler mit den meisten Edelsteinen bei Ablauf der Zeit gewinnt. Edelsteine können durch das Besiegen von Monstern, das Fällen von Bäumen, das Ernten von Karotten, das Durchsuchen von Büschen, das Zerstören von Kisten, das Sammeln von Münzen und das Besiegen von Gegnern gewonnen werden.
Zu Beginn des Spiels wählt man einen von drei zufälligen Charakteren. Weitere Charaktere erhält man durch das Sammeln von Münzen, die wie Edelsteine gefunden werden. Mit genügend Münzen kann man dann Truhen öffnen, deren Kosten mit der Anzahl der vorhandenen Charaktere steigen. Aus dieser Truhe wählt man erneut einen von drei zufälligen Charakteren. Drei identische Charaktere verschmelzen zu einem stärkeren Charakter („Fusion“). Liegt man hinten, kann man Glück haben und einen „Glücksfund“ in einer Truhe finden. Dies ist eine Fusion, die dem Spieler helfen wird, wieder mit anderen Spielern im Spiel mitzuhalten.
Im Videospiel gibt es insgesamt 39 Charaktere, 4 Modi, 34 Monster, 22 Modifikatoren und 12 verschiedene Zauber. Die Modifikatoren werden zu Beginn des Spiels zufällig ausgewählt und bringen einen Twist in die Runde, um diese einzigartig zu gestalten.

## Entwicklung und Release
Das Spiel wurde am 31. Januar 2023 angekündigt. Es war in einer geschlossenen Test Beta vom 6. bis 16. Februar 2023 sowie vom 22. bis 29. Mai 2023 spielbar. Am 23. April 2024 ging es in einen Soft Launch in ausgewählten Ländern. Seit dem 29. Mai 2024 ist das Spiel global spielbar.